# Heute (österreichische Zeitung)
Heute ist eine österreichische Boulevardzeitung, die größte österreichische Gratis-Tageszeitung und mit einer Reichweite von 9,5 Prozent nach der Kronen Zeitung und der Kleinen Zeitung die Tageszeitung mit der dritthöchsten Leserzahl. Heute hatte 2017 eine Druckauflage von 605.526 Exemplaren und erscheint von Montag bis Freitag in Wien, Niederösterreich, Oberösterreich und dem Burgenland. Sie erreichte 2020 jeden Tag 714.000 Leser. Heute.at als Heute Online steht unter der Kontrolle eines eigenen Unternehmens  (siehe im Abschnitt Heute Online).
In Wien erzielte Heute 2020 eine Reichweite von 21,3 Prozent (342.000 Leser) vor der Kronen Zeitung (19,9 Prozent RW), der Tageszeitung Österreich (16,8 Prozent), der Tageszeitung Der Standard (13,0 Prozent) und der Tageszeitung Kurier (12,5 Prozent).

## Verlag
Aufgelegt wird Heute von der AHVV-Verlags-GmbH. Das Management des Heute Verlages wird von Eva Dichand und Wolfgang Jansky geleitet, welcher zuvor als Pressesprecher beim damaligen Wiener Wohnbaustadtrat Werner Faymann (SPÖ) tätig und der langjährige Lebensgefährte der SPÖ-Politikerin Doris Bures war. Erster Chefredakteur war Richard Schmitt, ihm folgte von Anfang März 2011 bis Ende März 2012 Wolfgang Ainetter, der im November 2011 „aus privaten Gründen“ gekündigt hatte. Von 2012 bis September 2023 war Christian Nusser, der davor bei den Tageszeitungen Österreich, Kurier und Arbeiter-Zeitung tätig war, Chefredakteur von Heute Print. Mit 1. Oktober 2023 wurden die Print- und Onlineredaktion zusammengelegt, seither ist Clemens Oistric Chefredakteur, mit den Stellvertretern Peter Lattinger, Peter Frick und Lisa Kern. Die Herausgeberin ist Eva Dichand, die Schwiegertochter des 2010 verstorbenen Hans Dichand und Ehefrau des Krone-Herausgebers Christoph Dichand. Redaktionsleiter in NÖ ist Joachim Lielacher, in Oberösterreich Peter Reidinger. Geschäftsleiter Marketing und Vertrieb ist Herbert Seipt. Heute ist in der Eigendefinition „unabhängig von allen politischen Parteien, Institutionen und Interessensgruppen“.

## Eigentumsverhältnisse

### Heute Print
Die historischen Eigentümer hinter der AHVV Verlag GmbH zum Zeitpunkt des Zeitungsstarts Anfang September 2004 sind bislang nicht publiziert. Im September 2004 ließ sich Krone-Anwalt Tassilo Wallentin die Markenrechte der Gratis-Zeitung schützen. Die erst im Dezember 2004 gegründete Fidelis Medien- und Zeitschriftenverlags GmbH trat in der AHVV Verlag GmbH von September 2005 bis November 2006 angeblich als Treuhänderin auf, und zwar für die beiden Privatstiftungen Periodika (angeblich gemeinnützig, Stifter unklar) und Pluto (Familie von Eva Dichand), die jedoch erst Ende September 2004 beziehungsweise im Dezember 2005 gegründet wurden. Eine Beteiligung SPÖ-naher Organisationen wurde von Heute stets bestritten.
Im Sommer 2016 übernahm die Schweizer Mediengruppe Tamedia AG, zwischenzeitlich als TX Group AG firmierend, 25,5 Prozent der Geschäftsanteile der Ultimate Media Beteiligungs- und Management GmbH mit deren 100-Prozent-Tochter AHVV Verlags GmbH als Herausgeberin der Zeitung Heute. Die Mehrheit am Heute-Verlag (die AHVV Verlags GmbH) halten weiterhin über die Ultimate Media die Privatstiftungen Periodika von Familie von Eva Dichand (50,1 Prozent) und Pluto von Wolfgang Jansky (24,4 Prozent) mit zusammen 74,5 Prozent.
Im Oktober 2024 wurde bekannt, dass die TX Group ihre Anteile an Heute Print wieder vollständig an die verbleibenden Mitgesellschafter verkauft.

### Heute Online
Nebst der Minderheitsbeteiligung an der Ultimate Media hält die TX Group (vormals Tamedia), gleichzeitig eine Mehrheit von 51 Prozent an der DJ Digitale Medien GmbH, die alle digitalen Angebote von heute.at (Heute Online) umfasst. Jeweils 24,5 Prozent der Geschäftsanteile halten Wolfgang Jansky und hielt Eva Dichand, die ihre Anteile im Dezember 2022 an die ALTA GmbH übertrug. Die ALTA GmbH (gegründet im September 2022), hat ihren Sitz in Vaduz bei der First Family Advisors Trust reg. und ist eine 100-Prozent-Tochter der MARFA Stiftung (gegründet im Juli 2018) ebendort.
Im Oktober 2024 wurde bekannt, dass die TX Group ihre Anteile an Heute Online wieder vollständig an die verbleibenden Mitgesellschafter verkauft.

## Verteilung

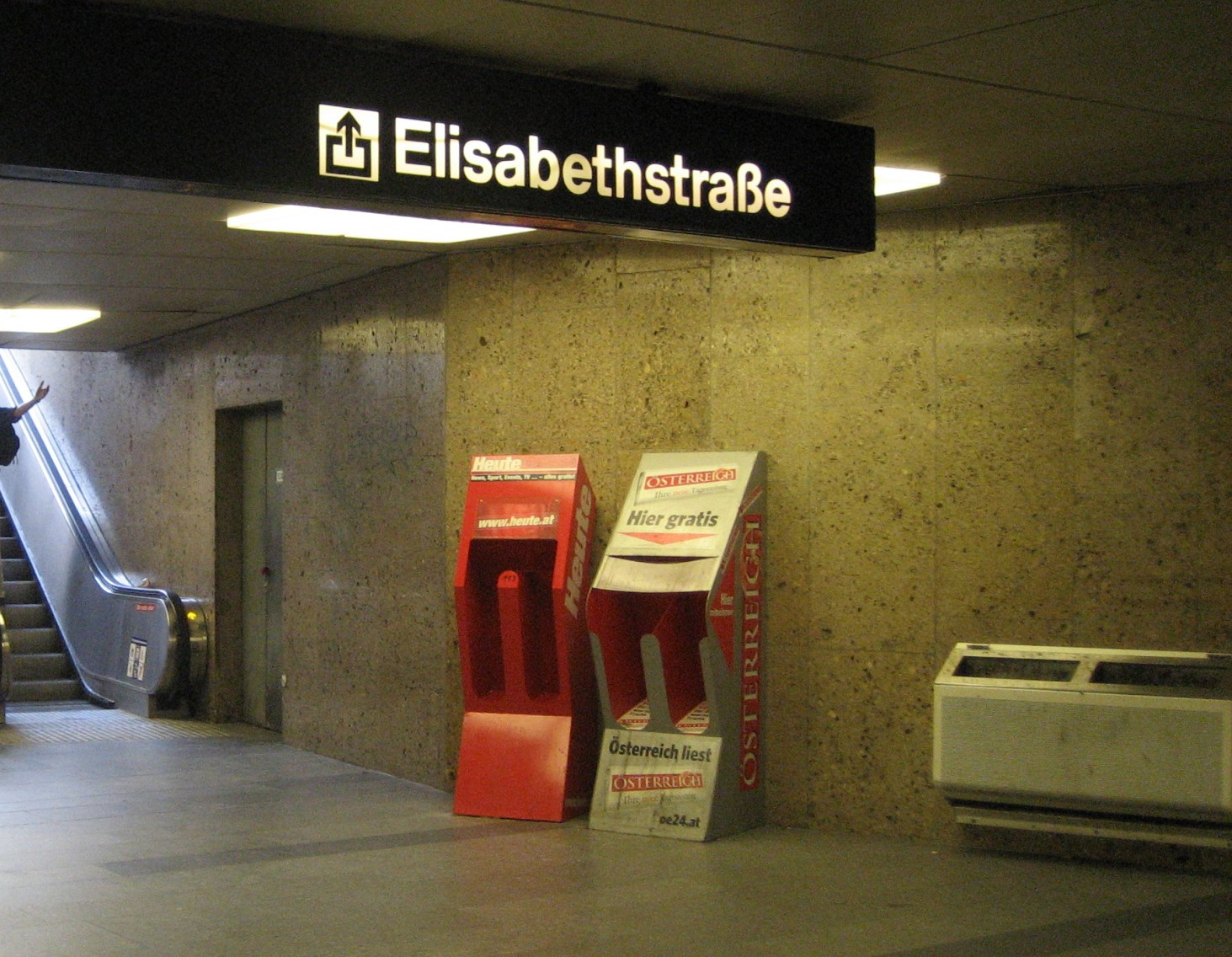
Gerichtlich umkämpfte Entnahmeboxen für die Gratiszeitungen Heute und Österreich in Wiener U-Bahn-Stationen, 2008.

Die Verteilung der über 600.000 Gratis-Exemplare erfolgt über rund 3.500 Entnahmeboxen in Wien, Niederösterreich, Oberösterreich und Burgenland.
Kerngebiet ist die Bundeshauptstadt Wien sowie das Wiener U-Bahn-Netz, in dem nach einem Vertrag mit den Wiener Linien das Blatt verteilt werden darf, und zwar bis 2014 exklusiv. Dieser Vertrieb wurde mit Ausbau des Wiener U-Bahn-Netzes ab 2016 um 150 Entnahmestellen erweitert. Lange Zeit tobte ein Rechtsstreit zwischen Wolfgang Fellners Mediengruppe „Österreich“ und den Wiener Linien um die Aufstellung der Entnahmeboxen innerhalb der U-Bahn-Stationen. Weitere Heute-Exemplare werden über Entnahmeboxen im Freien (z. B. in Fußgängerzonen), Schulen, Universitäten sowie über rund 400 Bäckereifilialen (Mann, Ströck Brot, Felber, Ankerbrot) zur freien Entnahme angeboten. Bei 387.000 gratis verteilten Exemplaren erreichte Heute 2014 in Wien 35,4 Prozent Reichweite und setzte sich damit vor der Kronen Zeitung mit 24,3 Prozent, und der Tageszeitung Österreich mit 22,0 Prozent Reichweite klar auf Platz eins unter den Boulevardzeitungen in Wien.
Seit 28. August 2006 erscheint Heute auch in den oberösterreichischen Städten Linz, Wels und Steyr. In Niederösterreich sind Heute-Entnahmeboxen auf allen größeren Bahnhöfen, in den Bezirkshauptstädten auch auf öffentlichen Plätzen, in Krankenhäusern, bei Bushaltestellen, Shopping-Centern und Bäckereien aufgestellt. Seit Juni 2010 erscheint Heute auch im Burgenland.
Das Blatt wurde auch in Graz verteilt, man zog sich allerdings nach kurzer Zeit wieder zurück: Am Freitag, dem 6. Juli 2007 erschien die letzte Steiermark-Ausgabe der Heute. Gleichzeitig stellte auch die Styria-Gruppe das Erscheinen ihrer Gratiszeitung ok ein.

## Auflage und Reichweite
Mitte 2017 wurden laut ÖAK (Österreichische Auflagenkontrolle) von Montag bis Freitag 605.526 Stück österreichweit aufgelegt. Damit ist Heute die auflagenstärkste Gratiszeitung in Österreich (zum Vergleich: Tageszeitung Österreich bei 545.000 Druckauflage, Tiroler Tageszeitung bei 13.000 Exemplaren). In Wien wurde laut Mediaanalyse 2014 eine tägliche Reichweite von 35,4 Prozent erzielt, die nationale Reichweite von Heute lag 2014 bei 13,8 Prozent (1.002.000 Lesern). Die Druckauflage in Niederösterreich beträgt laut ÖAK 151.000 Stück, in Oberösterreich 84.000 Stück.
| Jahr      | Reichweite | Leser insgesamt |
| --------- | ---------- | --------------- |
| 2010      | 12 %       | 849.000         |
| 2010/2011 | 12,9 %     | 921.000         |
| 2011      | 13,1 %     | 935.000         |
| 2011/2012 | 13,2 %     | 947.000         |
| 2012      | 13,9 %     | 998.000         |
| 2012/2013 | 14,6 %     | 1.054.000       |
| 2013      | 13,8 %     | 999.000         |
| 2013/2014 | 13,1 %     | 951.000         |
| 2014      | 13,8 %     | 1.002.000       |
| 2014/2015 | 13,1 %     | 951.000         |
| 2015      | 12,9 %     | 938.000         |
| 2015/2016 | 13,1 %     | 961.000         |
| 2016      | 13,3 %     | 980.000         |
| 2016/2017 | 12,9 %     | 959.000         |
| 2017      | 12,6 %     | 938.000         |
| 2017/2018 |            | 901.000         |
| 2018      | 11,6 %     | 868.000         |
| 2018/2019 | 12,1 %     | 907.000         |
| 2019      | 12,2 %     | 913.000         |
| 2019/2020 | 11,6 %     | 874.000         |
| 2020      | 9,5 %      | 714.000         |

### Inhalt
Der Inhalt umfasst die üblichen Themengebiete einer Tageszeitung wie Politik, Sport und Chronik. Die Artikel weisen einen simplen Satzbau auf und sind sprachlich auf das Umfeld der Zielgruppe zugeschnitten. Heute gilt als Boulevardzeitung.

### Zielgruppe
Die Zielgruppe der Tageszeitung sind größtenteils Berufspendler, die öffentliche Verkehrsmittel nutzen (auf dem Arbeitsweg oder auf dem Weg zur Schule/Uni). Im Gegensatz zu normalen Kaufzeitungen hat Heute in der Zielgruppe der jungen Leser unter 30 Jahren die höchste Reichweite, laut Mediaanalyse 42,7 Prozent.

### Besonderheiten
Heute gilt als Konkurrenzprodukt zur Tageszeitung Österreich, die in einer abgespeckten Variante in einigen Bundesländern wie Wien und Oberösterreich ebenfalls gratis verteilt wird. In Wien wird die Abendausgabe der Kronen Zeitung auch gratis verteilt. Eine Verbindung zwischen Mediaprint bzw. der Familie Dichand wird von beiden Seiten mit Nachdruck verneint. Hans Dichand hat jedoch mehrmals öffentlich betont, sich für die Zeitung Heute zu interessieren und über ein Kauf- oder Kooperationsangebot nachzudenken.
Die ausschließlich von Werbeanzeigen finanzierte Zeitung erreichte nach 15 Monaten die Gewinnschwelle. Laut der Herausgeberin wird derzeit der gesamte Cash-Flow in Auflagensteigerungen und örtliche Expansion investiert.
Zu einem Eklat führte die Berichterstattung in der Heute-Ausgabe vom 7. Dezember 2012, in der die Redakteure Jörg Michner und Wolfgang Höllrigl zu einem Tötungsdelikt in Klagenfurt, indem sie den mutmaßlichen Täter Harald P. „hinterm Halbmond“ und „in Länder, wo das Gesäß beim Beten höher ist als der Kopf“ verorteten. Nach Protesten entschuldigte sich Chefredakteur Christian Nusser noch am selben Vormittag für die rassistischen Formulierungen („Ich darf Ihnen versichern, dass wir intern prüfen, wie es zu einer derartigen Fehlleistung kommen konnte und werden daraus Konsequenzen ziehen. Bei allen, die sich durch den Artikel vor den Kopf gestoßen fühlen, darf ich mich noch einmal entschuldigen.“) und beurlaubte die Verantwortlichen.

## Presserat
Wie die Kronen Zeitung unterwarf sich Heute lange nicht der Schiedsgerichtsbarkeit des Österreichischen Presserates. Das änderte sich 2021, als die Zeitung (Heute Print) und die zugehörige Website (Heute Online) mit Wirkung 1. Mai dem Presserat beigetreten sind. Seither erkennen sie den Ehrenkodex des Presserats und die Schiedsgerichtsbarkeit des Selbstkontrollorgans im Pressebereich an. Zu Jahresbeginn 2022 wurde der damalige Heute-Chefredakteur Christian Nusser, nachdem ihn der Trägerverein des Presserats einstimmig gewählt hatte, als Mitglied in den Senat 1 berufen.

## ÖVP-Korruptionsaffäre
Im März 2023 kam es auf Anordnung der Wirtschafts- und Korruptionsstaatsanwaltschaft (WKStA) im Rahmen der ÖVP-Korruptionsaffäre zu Hausdurchsuchungen in den Räumen der Heute-Geschäftsführung. Seitdem wird gegen die Herausgeberin Eva Dichand und ihren Ehemann Christoph Dichand, der Herausgeber der Kronen-Zeitung ist, wegen des Verdachts der Bestechung ermittelt. Für eine höhere Inseratenvergabe soll Thomas Schmid zufolge eine wohlwollende Berichterstattung über Kurz versprochen worden sein.

## Klage wegen Bezeichnung als „Scheißblatt“
Im Jahr 2024 reichten die Heute-Führungsriege um Herausgeberin Eva Dichand und Chefredakteur Clemens Oistric sowie der AHVV-Verlag selbst Klage gegen den Pensionisten Günter R. ein, da dieser ihrer Auffassung nach Ehrenbeleidigung und Kreditschädigung betrieb. Hintergrund war ein Beitrag auf dem Kurznachrichtendienst X, in dem der Pensionist das Medium als „Scheißblatt“ bezeichnete. Günter R. wurde von dem zuständigen Landesgericht in allen Punkten freigesprochen. Die Bezeichnung „Scheißblatt“ sei ein zulässiges Werturteil. Das Urteil ist nicht rechtskräftig, Dichand geht in Berufung.

## Kampagnen für die FPÖ
Im Februar 2025 legte der Medienwatchblogs Kobuk eine Analyse der Artikel von Heute rund um die Nationalratswahl 2024 vor. Demnach erhalten besonders Positionen der FPÖ viel Platz, wobei journalistische Kriterien wie Relevanz und Richtigkeit missachtet werden. So veröffentlichte Heute im August 2024 61 Artikel über eine neunköpfige syrische Familie in Wien, die 4.600 Euro Mindestsicherung erhielt, in den Artikeln wurden vorrangig Statements von FPÖ-Politikern eingebaut. Artikel zu Muslimen haben ihren Ursprung häufig in Gesprächen mit der FPÖ. Gemeinsam mit der FPÖ werden auch Kampagnen gegen den ORF geführt, dabei wird von „Staatsfunk“ und „Zwangssteuer“ geschrieben. Zwischen August 2024 und Jänner 2025 kam FPÖ-Chef Herbert Kickl insgesamt 352-mal positiv in der Titelzeile vor, während der damalige ÖVP-Chef und Bundeskanzler Karl Nehammer 207-mal und SPÖ-Chef Andreas Babler 109-mal erwähnt wurden. In der Printausgabe erschien Kickl 20-mal auf der Titelseite und damit siebenmal öfter als der damalige Kanzler Nehammer. Wird kritisch über die FPÖ berichtet, versucht Heute daraus einen Skandal zu machen. Der Analyse zufolge wird meistens in FPÖ-Worten ohne Gegendarstellungen aus Sicht der FPÖ berichtet. Zwar finden sich auch kritische Berichte zur FPÖ und auch Interviews mit anderen Parteien, jedoch ließ sich in den Monaten vor und nach der Wahl eine Anbiederung an die FPÖ beobachten. In Leitartikeln von Chefredakteur Clemens Oistric lässt sich eine Favorisierung einer Regierungsbeteiligung der FPÖ herauslesen. Ein direkter Draht zur FPÖ besteht außerdem in Form des Pressesprechers der FPÖ-Niederösterreich, der bis Februar 2024 Redaktionsleiter bei Heute Niederösterreich war. Zudem kommen die meisten Inserate und Wahlwerbung von der FPÖ, gefolgt von der ÖVP.